# سپستان (سرده)
سِپِستان (نام علمی: Cordia) نام یک سرده از تیره گاوزبانیان است.

## گونه‌ها
- سپستان Cordia myxa
- سپستان برگ‌خاکستری Cordia sinensis
- سپستان تگزاسی Cordia boissieri
- سپستان زرد Cordia lutea
- سپستان ساحلی Cordia subcordata
- سپستان سفید Cordia dentata
- سپستان سودانی Cordia africana

## نگارخانه

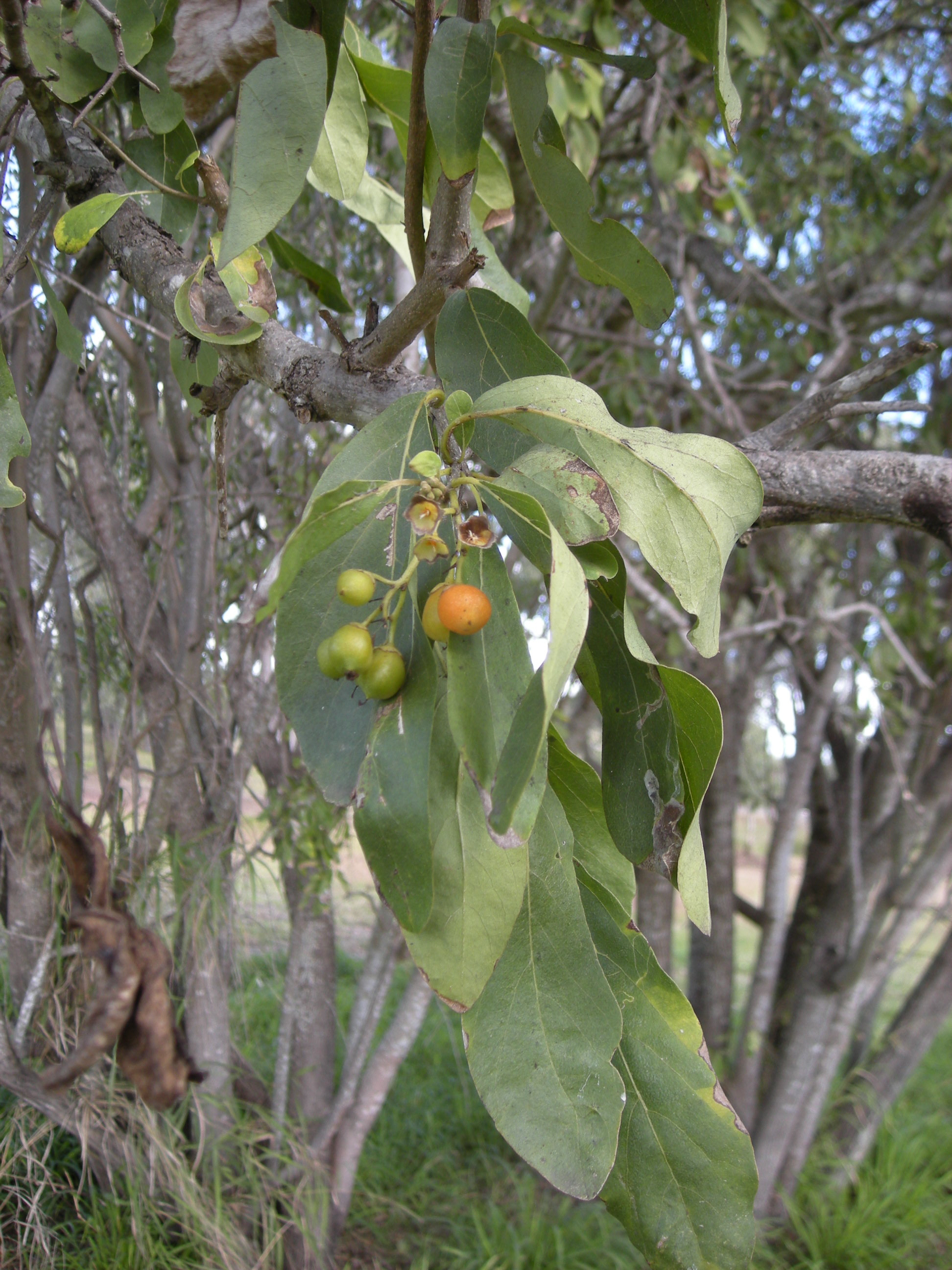
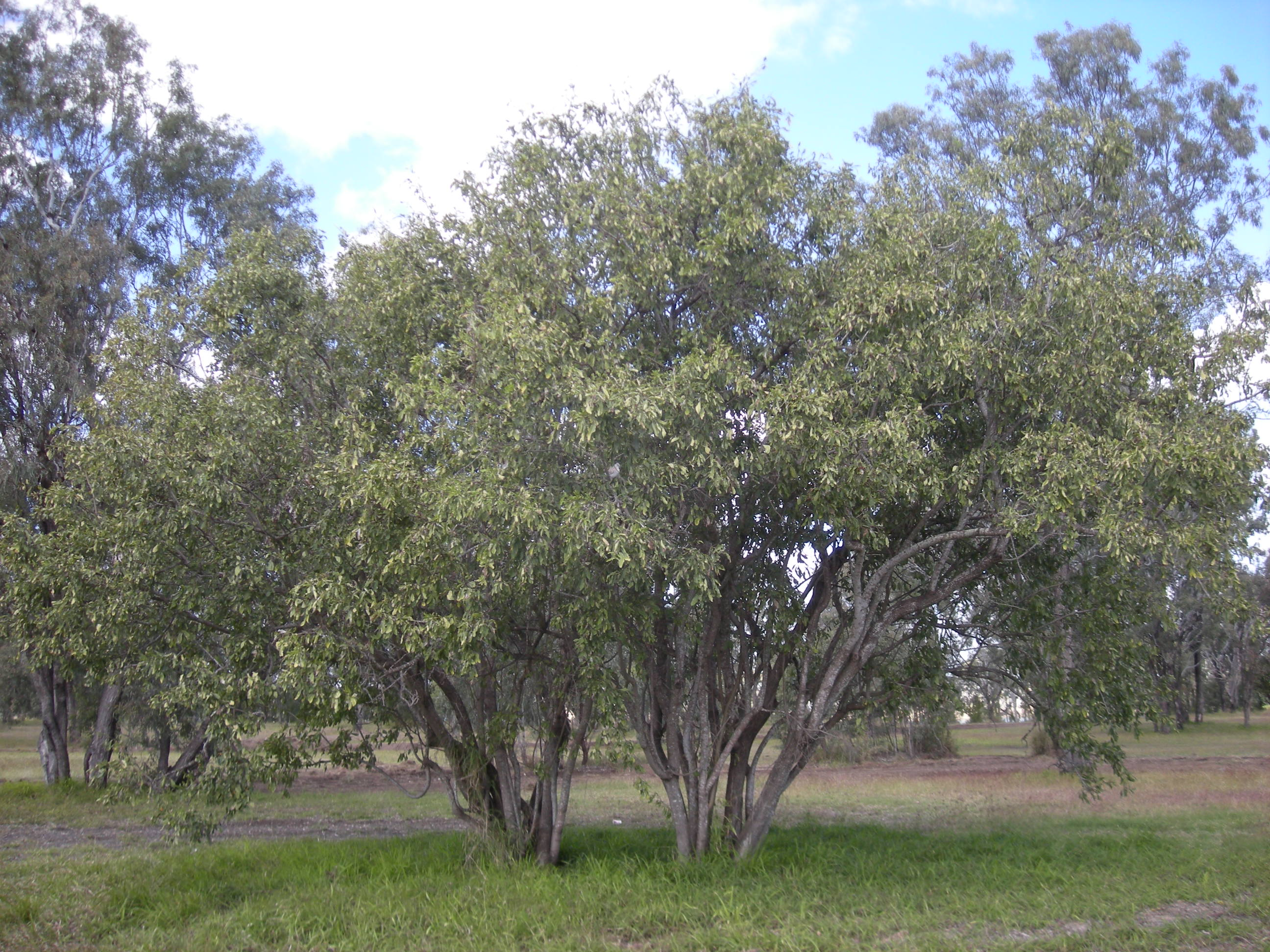
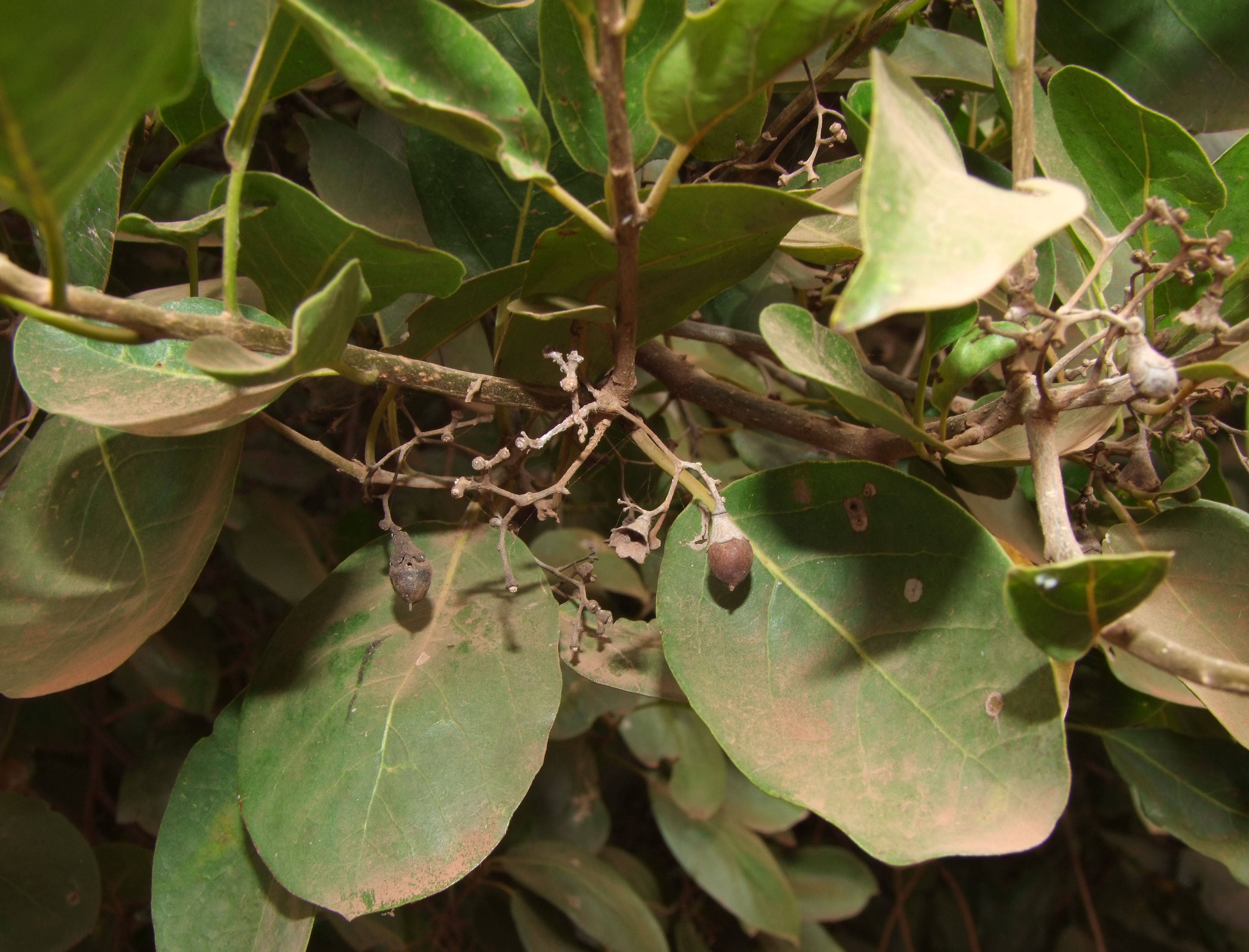